# 茶倫
茶倫（?—?），元朝公主，元世祖忽必烈的女儿。
茶倫嫁给了亦乞列思的首领帖里干，帖里干是锁儿哈之弟、孛秃之子。孛秃是成吉思汗的妹夫兼女婿（帖木仑、火臣别吉的驸马），锁儿哈娶阔出的女儿安秃。帖里干先娶亦乞列思公主，后娶茶倫，茶倫被封为昌国大长公主。